# TACOS NAOMI
TACOS NAOMI（たこす なおみ、1970年5月21日 - ）は、京都府京都市出身の音楽家、作曲家、音楽プロデューサー。血液型AB型。

## 学歴
- 京都府立山城高等学校 → 英知大学（聖トマス大学）

## 人物・来歴
- 1990年12月16日、地元京都にてコミックロックバンド NOISE FACTORYを結成。キーボード担当。
- 1993年4月、KBS京都ラジオ「快感!ノイズファクトリー」放送開始。
- 同年、第4回BSヤングバトルに出場。近畿ブロック優勝、全国大会優秀賞。
- 1994年12月、Ki/oon Sony Recordsより「ホタルパワー」でメジャー・デビュー。
- 1997年、学生援護会「an」のCMにNOISE FACTORYの楽器隊が篠原ともえのバックバンドを務め、その後しのランドPUNKを結成するも、12月、ON AIR EASTでのライブをもってNOISE FACTORY、しのランドPUNK共に解散。
- 1998年、NOISE FACTORYのSHIGEらと共にSUMITOを結成するも半年で脱退、フリーミュージシャンとして様々なアーティストのライブサポートや楽曲提供活動を開始する[1]。

## 参加バンド・ユニット
- NOISE FACTORY（1990年 - 1997年）
- しのランドPUNK（1997年）
- SUMITO（1998年）
- FeNeK（1998年 - ※）
- 大五郎（1999年 - ※）
- ハワイアンオールスターズ（2004年 - ※）
- オベッカ（2010年 - ※）
- 鍋嶋圭一とタイムトラベラーズ（2012年 - ※）
- GeeNiyZ（2016年 - ）
- なにわンダーたこ虹バンド（2017年 - ）[2]

※ 解散・活動休止・脱退などが未公表のため現状が不明

## ディスコグラフィ

### 大五郎

#### シングル
|   | 発売日         | タイトル                    | 品番      | レーベル | 最高順位 | 備考 |
| - | -------------- | --------------------------- | --------- | -------- | -------- | ---- |
| 1 | 2001年12月13日 | 今すぐ・・・ / ねぇ / 靴音  | DAIZ-0001 |          |          |      |
| 2 | 2002年8月25日  | 呼吸 / Sunday / Blue Season | DAIZ-0002 |          |          |      |

### TACOS NAOMI

#### アルバム
|   | 発売日         | タイトル | 品番      | レーベル            | 最高順位 | 備考 |
| - | -------------- | -------- | --------- | ------------------- | -------- | ---- |
| 1 | 2014年11月12日 | WORKS    | AECD-0030 | ALLEX ENTERTAINMENT |          |      |

### GeeNiyZ

#### ミニアルバム
|   | 発売日        | タイトル       | 品番 | レーベル | 最高順位 | 備考     |
| - | ------------- | -------------- | ---- | -------- | -------- | -------- |
| 1 | 2016年10月5日 | Men to strecth |      |          |          | 配信のみ |

## 関係アーティスト

### ライブセッション
- aiko
- 浅岡雄也
- アンダーグラフ
- 石橋陽彩
- 大仁田厚
- 奥井雅美
- 岡田奈々
- KAT
- 黒田倫弘
- KENN
- サイキックラバー
- 崎山つばさ
- シギ
- 篠原ともえ
- 篠原涼子
- Shammon
- 鈴木亜美
- たこやきレインボー
- チャオ ベッラ チンクエッティ
- 辻詩音
- 手島いさむ
- 仲代奈緒
- 中野さゆり
- ニコラス・エドワーズ
- Hikaru
- VitaminXtoZ
- ビートたけし
- PENICILLIN
- MyDearDarlin'
- 松本哲也
- MADOKA
- 水木一郎
- YAK.
- Rajas
- LAREINE

etc.（50音順・敬称略）

### サウンドプロデュース
- イロクイ。
- 大五郎
- 辻詩音
- YAK.

etc.（50音順・敬称略）

### 楽曲提供
- 「アッコにおまかせ!」opening
- KONAMI「Dance Dance Revolution SuperNOVA 2(PS2)」
- 椎名へきる
  - Graduater 〜グラディエーター〜 1998年1月21日発売 9thシングル  1998年2月1日発売 アルバム「Baby blue eyes」に収録
  - ROLLING STONE  1999年1月21日発売 アルバム「Face to Face」に収録
  - RIDE A WAVE  2000年3月8日発売 アルバム「RIGHT BESIDE YOU」に収録

- 日本少年

etc.（50音順・敬称略）